# Municipio de Mont Sandels
El municipio de Mont Sandels (en inglés: Mont Sandels Township) es un municipio ubicado en el condado de Sebastian en el estado estadounidense de Arkansas. En el año 2010 tenía una población de 5151 habitantes y una densidad poblacional de 152,57 personas por km².

## Geografía
El municipio de Mont Sandels se encuentra ubicado en las coordenadas 35°19′52″N 94°16′18″O / 35.33111, -94.27167. Según la Oficina del Censo de los Estados Unidos, el municipio tiene una superficie total de 33.76 km², de la cual 29.18 km² corresponden a tierra firme y (13.56%) 4.58 km² es agua.

## Demografía
Según el censo de 2010, había 5151 personas residiendo en el municipio de Mont Sandels. La densidad de población era de 152,57 hab./km². De los 5151 habitantes, el municipio de Mont Sandels estaba compuesto por el 85.87% blancos, el 2.1% eran afroamericanos, el 2% eran amerindios, el 4.23% eran asiáticos, el 0.06% eran isleños del Pacífico, el 2.33% eran de otras razas y el 3.42% pertenecían a dos o más razas. Del total de la población el 6.41% eran hispanos o latinos de cualquier raza.